# Cortlandt Parker
Cortlandt Parker (* 10. Dezember 1884 in Fort Apache im späteren Navajo County, Arizona-Territorium; † 18. Januar 1960 in Boston, Massachusetts) war ein Generalmajor der United States Army. Er war unter anderem Kommandeur der 5. Infanteriedivision.
Cortland Parker war ein Sohn von Generalmajor James Parker (1854–1934) und dessen Frau Charlotte Matilda Condit (1856–1933). In den Jahren 1902 bis 1906 durchlief er die United States Military Academy in West Point. Nach seiner Graduation wurde er als Leutnant der Feldartillerie in das Offizierskorps des US-Heeres aufgenommen. In der Armee durchlief er anschließend alle Offiziersränge vom Leutnant bis zum Zwei-Sterne-General.
Während des Ersten Weltkriegs gehörte Parker dem 6. Feldartillerieregiment der American Expeditionary Forces an. Im Jahr 1919 gehörte er zu den amerikanischen Besatzungstruppen in Deutschland.
In den 1920er Jahren versah er den für Offiziere in den jeweiligen Rangstufen üblichen Dienst in verschiedenen Einheiten und Standorten. Zwischen 1928 und 1930 kommandierte er das 1. Bataillon des 16. Feldartillerieregiments. Von September 1930 bis Juli 1931 war er Stabsoffizier bei der 78. Infanteriedivision. Es folgte eine Versetzung nach London, wo er zwischen 1931 und 1935 amerikanischer Militärattaché war.
Nach seiner Heimkehr kommandierte Parker zwischen August 1935 und August 1936 das 7. Feldartillerieregiment und den dazugehörigen Stützpunkt Fort Ethan Allen in Vermont. Danach kommandierte er bis 1938 das 8. Feldartillerieregiment. Anschließend war er Verbindungsoffizier des US-Heeres zu den Organisatoren der Weltausstellung 1939 in New York. Im November 1939 erhielt Cortlandt Parker das Kommando über das 19. Feldartillerieregiment, das er bis zum 1. Januar 1941 innehatte.
Am 20. August 1941 übernahm er als Nachfolger von Charles H. Bonesteel Jr. das Kommando über die 5. Infanteriedivision. Diese Position bekleidete er bis zum 23. Juni 1943. In diese Zeit fiel der amerikanische Eintritt in den Zweiten Weltkrieg. Seine Division war seit Mai 1942 in Island stationiert. Gleichzeitig kommandierte er seit Mai 1942 die Western Defense Area in Island.
Nach seinem Kommando auf Island wurde Cortlandt Parker nach Kalifornien versetzt. Dort kommandierte er zwischen Juli 1943 und November 1945 den südlichen Teil des Western Defense Commands. Am 31. August 1946 trat er in den Ruhestand.
Der mit Elizabeth Gray (1886–1969) verheiratete Offizier starb am 18. Januar 1960 in Boston und wurde auf dem Saint Mary's Episcopal Churchyard in Portsmouth in Rhode Island beigesetzt.

## Orden und Auszeichnungen
Cortlandt Parker erhielt im Lauf seiner militärischen Laufbahn unter anderem folgende Auszeichnungen:
- Army Distinguished Service Medal
- Silver Star
- Legion of Merit
- Orden der Ehrenlegion (Frankreich)